# Operación Triunfo 2020
Operación Triunfo 2020, también conocido por sus siglas OT 2020, fue la undécima edición del programa de televisión musical Operación Triunfo de La 1 de Televisión Española. La edición se estrenó el 12 de enero de 2020 a las 22:00 en La 1, siendo la última estrenada en dicha cadena.

## Desarrollo
El 11 de junio de 2019, RTVE confirmó a través de Twitter la renovación de Operación Triunfo por una nueva edición. Esta, que estaba prevista para el primer trimestre de 2020, dio comienzo finalmente el 12 de enero.
Con motivo de la pandemia de COVID-19, la dirección del programa decidió cerrar temporalmente la academia y suspender el programa desde el 16 de marzo hasta nuevo aviso, de acuerdo con las recomendaciones sanitarias. El 13 de mayo, el programa retomó su actividad en la academia y las galas se reanudaron el 20 de mayo de 2020, pasando el día de su emisión a los miércoles. Durante dicho parón televisivo, Operación Triunfo continuó creando contenido para YouTube bajo el nombre #QuedOTEnCasa, donde los concursantes restantes interpretaban una de las canciones propuestas por los miembros del equipo del programa.

### Cástines
En total, 10 601 personas se presentaron a las pruebas de selección. Esto representa una cantidad de 6 068 candidatos menos, con respecto a la anterior edición.
| Fecha                  | Lugar                                                                        | Asistentes    | Pases a la segunda fase | Pases al casting final |
| 7 de octubre de 2019   | Sant Jordi Club (Barcelona)                                                  | 1985 personas | 133                     | 31                     |
| 11 de octubre de 2019  | Pabellón 6 de la Institución Ferial de Canarias (Las Palmas de Gran Canaria) | 436 personas  | 47                      | 14                     |
| 14 de octubre de 2019  | Foro Norte Pabellón 8 de la Feria Valencia (Valencia)                        | 1419 personas | 65                      | 11                     |
| 17 de octubre de 2019  | Pabellón Municipal de Son Ferragut (Palma de Mallorca)                       | 321 personas  | 18                      | 7                      |
| 21 de octubre de 2019  | Palacio de Deportes José María Martín Carpena (Málaga)                       | 1035 personas | 50                      | 11                     |
| 24 de octubre de 2019  | Cartuja Center Cite (Sevilla)                                                | 1408 personas | 49                      | 8                      |
| 28 de octubre de 2019  | Bilbao Arena (Bilbao)                                                        | 732 personas  | 28                      | 10                     |
| 30 de octubre de 2019  | Multiusos Fontes do Sar (Santiago de Compostela)                             | 612 personas  | 25                      | 5[cita requerida]      |
| 5 de noviembre de 2019 | Pabellón Satélite Madrid Arena (Madrid)                                      | 2653 personas | 79                      | 11[cita requerida]     |

La fase final del casting dio comienzo el 25 de noviembre de 2019 en Barcelona y se prolongó durante tres días.

### Mecánica
En esta edición, hay cuatro novedades principales en la mecánica del concurso respecto a las dos ediciones anteriores:
- Desaparece el límite de cuatro nominados: todos pueden ser nominados por el jurado.
- Los profesores pueden abstenerse de salvar a uno de los nominados.
- El favorito ya no se salva directamente. A cambio, tiene un privilegio respecto de sus compañeros.
- Las canciones grupales también son valoradas por el jurado.

## Equipo

### Presentadores/as
Roberto Leal es el encargado de conducir las galas, al igual que en las ediciones anteriores. Además, Ricky Merino se ocupa de presentar "El chat", aunque la encargada de entrevistar al expulsado es Noemí Galera.

### Profesorado
El claustro de profesores está compuesto por:
- Noemí Galera, directora de la academia.
- Manu Guix, director musical.
- Mamen Márquez, coach vocal, directora vocal y profesora de Técnica vocal.
- Laura Andrés, coach vocal.
- Joan Carles Capdevila, coach vocal y profesor de Lenguaje musical.
- Iván Labanda, profesor de Interpretación.
- Zahara, profesora de Cultura musical.
- Vicky Gómez, coreógrafa.
- Andrea Vilallonga, profesora de Imagen y protocolo.
- Natalia Calderón, profesora de Voz y movimiento.
- Cesc Escolà, profesor de Fitness.
- Cristian Jiménez y Mario Jiménez, profesores de Danza urbana.
- Eirian James, profesor de Inglés (galas 1-9)
- Mel Brennan, profesora de Inglés (desde la gala 10)
- Brian Sellei, mánager y asesor.

Además, hay una asignatura de Composición impartida cada semana por un profesional diferente.

### Jurado
- Nina, logopeda, cantante y actriz.
- Natalia Jiménez, cantante y exvocalista de La Quinta Estación.
- Javier Llano, director de Cadena 100, consejero y director músico-cultural de la cadena COPE.
- Javier Portugués "Portu", A&R de Sony Music.
- Ruth Lorenzo, cantante (Gala 5 en sustitución de Natalia Jiménez).
- Miqui Puig, (Gala 9 #OTYoMeQuedoEnCasa)

| Gala                     | 0 | 1 | 2 | 3 | 4 | 5 | 6 | 7 | 8 | 9 | 10 | 11 | 12 | Gala Final |
| ------------------------ | - | - | - | - | - | - | - | - | - | - | -- | -- | -- | ---------- |
| Nina                     |   |   |   |   |   |   |   |   |   |   |    |    |    |            |
| Natalia Jiménez          |   |   |   |   |   |   |   |   |   |   |    |    |    |            |
| Javier Llano             |   |   |   |   |   |   |   |   |   |   |    |    |    |            |
| Javier Portugués "Portu" |   |   |   |   |   |   |   |   |   |   |    |    |    |            |
| Ruth Lorenzo             |   |   |   |   |   |   |   |   |   |   |    |    |    |            |
| Miqui Puig               |   |   |   |   |   |   |   |   |   |   |    |    |    |            |

## Emisión
- Galas:
  - Domingo (hasta la gala 9) y miércoles (desde la gala 10): en La 1 y TVE Internacional a las 22:05.
  - Sábado: repetición de la gala anterior a las 10:15 en La 1.
- Chats: 
  - Nada más finalizar las galas en directo (00:45) en La 1 y TVE Internacional.
- Otros contenidos:
  - Canal 24h OT de 8:30 a 23:00 en YouTube.
  - Resumen diario de lunes a viernes a las 2:30 de la madrugada en Clan, y también en el canal de YouTube de RTVE.

## Concursantes
| N.º                                | Concursante       | Edad    | Residencia                 | Información    |
| 01                                 | Nia Correia       | 26 años | Las Palmas de Gran Canaria | Ganadora       |
| 02                                 | Flavio Fernández  | 19 años | Murcia                     | Segundo        |
| 03                                 | Eva Barreiro      | 19 años | Sada                       | Tercera        |
| 04                                 | Anaju Calavia     | 25 años | Alcañiz                    | Cuarta         |
| 05                                 | Hugo Cobo         | 20 años | Córdoba                    | Quinto         |
| 06                                 | Maialen Gurbindo  | 25 años | Pamplona                   | 11.ª expulsada |
| 07                                 | Samantha Gilabert | 25 años | Beniarrés                  | 10.ª expulsada |
| 08                                 | Bruno Carrasco    | 25 años | Alcalá de Henares          | 9.º expulsado  |
| 09                                 | Gèrard Rodríguez  | 20 años | Ceuta                      | 8.º expulsado  |
| 10                                 | Jesús Rendón      | 24 años | Barbate                    | 7.º expulsado  |
| 11                                 | Rafa Romera       | 23 años | Adamuz                     | 6.º expulsado  |
| 12                                 | Anne Lukin        | 18 años | Pamplona                   | 5.ª expulsada  |
| 13                                 | Javy Ramírez      | 21 años | Barbate                    | 4.º expulsado  |
| 14                                 | Nick Martínez     | 19 años | Sant Cugat del Vallés      | 3.er expulsado |
| 15                                 | Eli Sánchez       | 19 años | Las Palmas de Gran Canaria | 2.ª expulsada  |
| 16                                 | Ariadna Tortosa   | 18 años | Sant Joan Despí            | 1.ª expulsada  |
| Aspirantes eliminados en la Gala 0 |                   |         |                            |                |
| 17                                 | Valery Gómez      | 22 años | Elche                      | Eliminada      |
| 18                                 | Adrián Acuña      | 23 años | Palma de Mallorca          | Eliminado      |

## Estadísticas semanales
|          | 12 de enero – 16 de marzo | 12 de enero – 16 de marzo | 12 de enero – 16 de marzo | 12 de enero – 16 de marzo | 12 de enero – 16 de marzo | 12 de enero – 16 de marzo | 12 de enero – 16 de marzo | 12 de enero – 16 de marzo | 12 de enero – 16 de marzo | 12 de enero – 16 de marzo | 13 de mayo – 10 de junio | 13 de mayo – 10 de junio | 13 de mayo – 10 de junio | 13 de mayo – 10 de junio | 13 de mayo – 10 de junio |
| Gala 0   | Gala 1                    | Gala 2                    | Gala 3                    | Gala 4                    | Gala 5                    | Gala 6                    | Gala 7                    | Gala 8                    | Gala 9                    | Gala 10                   | Gala 11                  | Gala 12                  | Gala Final               |                          |                          |
| -------- | ------------------------- | ------------------------- | ------------------------- | ------------------------- | ------------------------- | ------------------------- | ------------------------- | ------------------------- | ------------------------- | ------------------------- | ------------------------ | ------------------------ | ------------------------ | ------------------------ | ------------------------ |
| Nía      | Entra                     | Salvada                   | Salvada                   | Salvada                   | Salvada                   | Favorita                  | Salvada                   | Salvada                   | Salvada                   | Salvada                   | Salvada                  | Finalista                | Finalista                | Finalista                | Ganadora                 |
| Flavio   | Entra                     | Salvado                   | Favorito                  | Salvado                   | Salvado                   | Nominado                  | Salvado                   | Nominado                  | Salvado                   | Salvado                   | Nominado                 | Candidato                | Finalista                | Finalista                | Segundo                  |
| Eva      | Entra                     | Favorita                  | Salvada                   | Salvada                   | Nominada                  | Salvada                   | Nominada                  | Salvada                   | Salvada                   | Salvada                   | Nominada                 | Finalista                | Finalista                | Finalista                | Tercera                  |
| Anaju    | Entra                     | Salvada                   | Nominada                  | Salvada                   | Nominada                  | Salvada                   | Salvada                   | Nominada*                 | Nominada                  | Salvada                   | Salvada                  | Candidata                | Finalista                | Cuarta                   |                          |
| Hugo     | Entra                     | Salvado                   | Salvado                   | Favorito                  | Salvado                   | Nominado°                 | Nominado                  | Salvado                   | Nominado                  | Nominado                  | Salvado                  | Finalista                | Finalista                | Quinto                   |                          |
| Maialen  | Entra                     | Salvada                   | Salvada                   | Nominada                  | Salvada                   | Salvada                   | Salvada                   | Salvada                   | Favorita                  | Salvada                   | Salvada                  | Candidata                | Expulsada                |                          |                          |
| Samantha | Entra                     | Nominada                  | Salvada                   | Nominada                  | Favorita                  | Salvada                   | Salvada                   | Salvada                   | Nominada                  | Favorita                  | Nominada                 | Candidata                | Expulsada                |                          |                          |
| Bruno    | Entra                     | Salvado                   | Salvado                   | Salvado                   | Salvado                   | Nominado                  | Nominado                  | Salvado                   | Inmune                    | Salvado                   | Nominado                 | Expulsado                |                          |                          |                          |
| Gèrard   | Entra                     | Salvado                   | Nominado                  | Salvado                   | Salvado                   | Salvado                   | Favorito                  | Nominado                  | Nominado                  | Nominado                  | Expulsado                |                          |                          |                          |                          |
| Jesús    | Entra                     | Salvado                   | Salvado                   | Salvado                   | Salvado                   | Salvado                   | Salvado                   | Nominado                  | Expulsado                 |                           |                          |                          |                          |                          |                          |
| Rafa     | Entra                     | Nominado                  | Nominado                  | Salvado                   | Salvado                   | Nominado                  | Nominado                  | Expulsado                 |                           |                           |                          |                          |                          |                          |                          |
| Anne     | Entra                     | Salvada                   | Salvada                   | Nominada                  | Nominada                  | Nominada                  | Expulsada                 |                           |                           |                           |                          |                          |                          |                          |                          |
| Javy     | Entra                     | Salvado                   | Salvado                   | Salvado                   | Nominado                  | Expulsado                 |                           |                           |                           |                           |                          |                          |                          |                          |                          |
| Nick     | Entra                     | Nominado                  | Salvado                   | Nominado                  | Expulsado                 |                           |                           |                           |                           |                           |                          |                          |                          |                          |                          |
| Eli      | Entra                     | Salvada                   | Nominada                  | Expulsada                 |                           |                           |                           |                           |                           |                           |                          |                          |                          |                          |                          |
| Ariadna  | Entra                     | Nominada                  | Expulsada                 |                           |                           |                           |                           |                           |                           |                           |                          |                          |                          |                          |                          |
| Valery   | Eliminada                 |                           |                           |                           |                           |                           |                           |                           |                           |                           |                          |                          |                          |                          |                          |
| Adri     | Eliminado                 |                           |                           |                           |                           |                           |                           |                           |                           |                           |                          |                          |                          |                          |                          |

     El/la concursante entra en la Academia por decisión del jurado
     El/la concursante entra en la Academia por decisión de los/las profesores/as
     El/la concursante entra en la Academia vía televoto
     Aspirante eliminado/a de la Gala 0 vía televoto
     El/la concursante no estaba en la Academia
     Eliminado/a de la semana vía televoto
     Propuesto/a por el jurado para abandonar la academia, pero salvado/a por los/las profesores/as
     Propuesto/a por el jurado para abandonar la academia, pero salvado/a por los/las compañeros/as
     Nominado/a de la semana
     Favorito/a de la semana vía aplicación móvil
     Candidato/a a favorito/a de la semana vía aplicación móvil
     Inmune en las nominaciones como privilegio semanal del favorito/a
     Concursante expulsado invitado a cantar su single
     Finalista elegido en la gala 11 por el jurado o los/las profesores/as
     Concursante candidato a finalista
     Finalista elegido en la gala 12 por el jurado
     Finalista elegido en la gala 12 por el público
     3.er/.ª finalista
     2.º/.ª finalista
     Ganador/a
ºCandidato/a a favorito y nominado en la misma semana
*Favorito/a y nominado/a en la misma gala
^En esta gala no hubo expulsión debido a que fue una gala especial en la academia a causa de la pandemia de COVID-19.

#### Votaciones de los compañeros
|          | Gala 1   | Gala 2    | Gala 3    | Gala 4    | Gala 5    | Gala 6    | Gala 7    | Gala 8    | Gala 10   | Votos totales |
| -------- | -------- | --------- | --------- | --------- | --------- | --------- | --------- | --------- | --------- | ------------- |
| Nía      | Rafa     | Gèrard    | Anne      | Eva       | Rafa      | Eva       | Jesús     | Gèrard    | Samantha  | 0*            |
| Flavio   | Rafa     | Gèrard    | Maialen   | Eva       | Nominado  | Bruno     | Nominado  | Gèrard    | Nominado  | 4             |
| Eva      | Rafa     | Gèrard    | Anne      | Nominada  | Anne      | Nominada  | Gèrard    | Hugo      | Samantha  | 8             |
| Anaju    | Rafa     | Gèrard    | Anne      | Nominada  | Anne      | Hugo      | Gèrardº   | Nominada  | Samantha  | 4             |
| Hugo     | Rafa     | Rafa      | Anne      | Eva       | Rafa      | Nominado  | Jesús     | Nominado  | Samantha  | 3             |
| Maialen  | Rafa     | Eli       | Nominada  | Anaju     | Bruno     | Bruno     | Flavio    | Anaju     | Bruno     | 4             |
| Samantha | Rafa     | Gèrard    | Anne      | Eva       | Flavio    | Rafa      | Flavio    | Anaju     | Nominada  | 4             |
| Bruno    | Rafa     | Eli       | Maialen   | Anaju     | Nominado  | Nominado  | Flavio    | Hugo      | Nominado  | 4             |
| Gèrard   | Rafa     | Nominado  | Anne      | Javy      | Anne      | Eva       | Nominado  | Nominado  | Expulsado | 9             |
| Jesús    | Rafa     | Rafa      | Maialen   | Javy      | Rafa      | Rafa      | Nominado  | Expulsado |           | 2             |
| Rafa     | Nominado | Nominado  | Anne      | Eva       | Nominado  | Nominado  | Expulsado |           |           | 23            |
| Anne     | Rafa     | Rafa      | Nominada  | Eva       | Nominada  | Expulsada |           |           |           | 10            |
| Javy     | Rafa     | Rafa      | Maialen   | Nominado  | Expulsado |           |           |           |           | 2             |
| Nick     | Nominado | Rafa      | Nominado  | Expulsado |           |           |           |           |           | 0             |
| Eli      | Rafa     | Nominada  | Expulsada |           |           |           |           |           |           | 2             |
| Ariadna  | Nominada | Expulsada |           |           |           |           |           |           |           | 0             |

- * El concursante tiene 0 votos porque nunca estuvo expuesto a la votación de los compañeros.
- º Favorito/a y nominado/a en la misma gala
- Concursante favorito y que, en caso de empate, su voto desempata.
- Concursante nominado y salvado por los profesores.
- Concursante nominado y salvado por los votos de los compañeros.
- Concursante nominado
- Inmune en las nominaciones como privilegio semanal del favorito/a
- Concursante expulsado.

### Expulsiones
El público vota para salvar a su concursante favorito/a, por lo tanto el/la expulsado/a es el/la concursante con menor porcentaje:
- Gala 0: Javy (55%) / Valery y Adri (45%)
- Gala 2: Nick (66 %) / Ariadna (34 %)
- Gala 3: Rafa (92 %) / Eli (8%)
- Gala 4: Maialen (57 %) / Nick (43 %)
- Gala 5: Anaju (57 %) / Javy (43 %)
- Gala 6: Flavio (44 %) / Bruno (30 %) / Anne (26 %)
- Gala 7: Hugo (46 %) / Bruno (29 %) / Rafa (25 %)
- Gala 8: Gèrard (81 %) / Jesús (19 %)
- Gala 9: Gèrard / Hugo. En esta gala no hubo expulsión debido a que fue una gala especial en la academia a causa de la Pandemia de enfermedad por coronavirus 2019-20.
- Gala 10: Hugo (57 %) / Gèrard (43 %)
- Gala 11: Flavio (78 %) / Bruno (22 %)
- Gala 12: Flavio (36 %) / Maialen (33 %) / Samantha (31 %)
- Gala Final (1.ª ronda): Nía (32 %), Flavio (24 %) y Eva (16 %) / Anaju (15 %) y Hugo (13 %)
- Gala Final (2.ª ronda): Nía (45 %) / Flavio (32 %) y Eva (23 %)

## Galas
Operación Triunfo 2020 contó con catorce galas, al igual que en la anterior edición. A diferencia de las ediciones de 2017 y 2018, no hubo una gala especial dedicada a Eurovisión, debido a la elección interna por parte de RTVE del cantante Blas Cantó.
Por otro lado, algunos concursantes expulsados acudieron posteriormente al programa para presentar sus sencillos. Así, en la gala 7, Ariadna (segunda expulsada) fue invitada a presentar su sencillo "Al Santo Equivocado". Asimismo, en la gala 10, tras el parón provocado por la pandemia del coronavirus, Anne Lukin (quinta expulsada) fue invitada a presentar su sencillo "Salté" con Gérard acompañándola en la guitarra, al igual que Jesús Rendón (séptimo expulsado) con su sencillo "Me sabe a sal". Una semana después, del mismo modo, Eli (segunda expulsada) cantó "Miénteme Lento" y Nick (tercer expulsado), "Historias Robadas". Luego, Gèrard hizo lo propio con Fugaces en la semifinal.

### Artistas invitados
- Gala 1: Vanesa Martín y Danny Ocean
- Gala 2: Natalia Lacunza y Dvicio
- Gala 3: Ainhoa Arteta y Beret
- Gala 4: Miki Núñez y Blas Cantó
- Gala 5: Gisela, Nil Moliner y Dani Fernández
- Gala 6: Miriam Rodríguez, Estrella Morente y Sinsinati
- Gala 7: Ariadna y Edurne
- Gala 8: Nathy Peluso y Dora Postigo
- Gala 9: Alfred García, Marwán y Rozalén
- Gala 10: Jesús Rendón, Anne Lukin, Stay Homas y Sr. Wilson
- Gala 11: Eli Rosex, Nick Maylo y Pablo López
- Gala 12: Gèrard, Natalia Jiménez y Rozalén
- Gala Final: Famous Oberogo, Lola Índigo y La Oreja de Van Gogh

### Canciones cantadas
Las canciones cantadas en el concurso son versiones de los participantes de canciones originales de otros artistas.
| Español | 76 |
| Inglés  | 70 |
| Catalán | 2  |
| Euskera | 1  |

(*) No se toman en cuenta canciones cantadas dos veces. Si la canción original es en inglés, pero se cantó una versión en español, se toma como canción en español. En el caso de ser una canción en dos o más idiomas, se cuentan los dos o más idiomas (siempre y cuando formen una gran parte de la canción). No se cuentan las canciones de los pases de micros de QuedOTenCasa.
| Artista original                | N.º de canciones cantadas      |
| ------------------------------- | ------------------------------ |
| Miley Cyrus                     | 1                              |
| Monsieur Periné                 | 1                              |
| Wilson Pickett                  | 1                              |
| Cardi B                         | 1                              |
| Bad Bunny                       | 1                              |
| J Balvin                        | 1                              |
| Imagine Dragons                 | 2                              |
| Los Aslándticos                 | 1                              |
| David Guetta                    | 1                              |
| Sia                             | 1                              |
| Fito & Fitipaldis               | 1                              |
| Keane                           | 1                              |
| Danny Ocean                     | 1                              |
| Chubby Checker                  | 1                              |
| Josh Turner                     | 1                              |
| Rosalía                         | 2 (una versión y una original) |
| Leiva                           | 1                              |
| Audrey Hepburn                  | 1                              |
| Joaquín Sabina                  | 1                              |
| Antonio Carmona                 | 1                              |
| Lluís Llach                     | 1                              |
| Marisol                         | 3 (medley)                     |
| Of Monsters and Men             | 1                              |
| Mr. Kilombo                     | 1                              |
| Rozalén                         | 2                              |
| Calle 13                        | 1                              |
| Lizzo                           | 1                              |
| Ariana Grande                   | 2                              |
| Pablo López                     | 2                              |
| Georgina                        | 1                              |
| Olly Murs                       | 1                              |
| Demi Lovato                     | 1                              |
| Tom Odell                       | 1                              |
| Estopa                          | 1                              |
| The Rembrandts                  | 1                              |
| Amy Winehouse                   | 1                              |
| Labrinth                        | 1                              |
| Los Rodríguez                   | 1                              |
| Ken Zazpi                       | 1                              |
| Juanes                          | 1                              |
| Sebastián Yatra                 | 1                              |
| Vetusta Morla                   | 1                              |
| Jonas Brothers                  | 1                              |
| Joan Manuel Serrat              | 1                              |
| El Canto del Loco               | 2                              |
| El Canijo de Jerez              | 1                              |
| Pixie Lott                      | 1                              |
| George Ezra                     | 1                              |
| Shawn Mendes                    | 1                              |
| Camila Cabello                  | 1                              |
| La Casa Azul                    | 2                              |
| Triana                          | 1                              |
| Radio Futura                    | 1                              |
| Cami                            | 1                              |
| Michael Sembello                | 1                              |
| La Bien Querida                 | 1                              |
| Michael Jackson                 | 1                              |
| Carly Rae Jepsen                | 1                              |
| Anastacia                       | 1                              |
| Jamiroquai                      | 1                              |
| Rocío Dúrcal                    | 1                              |
| Chris Isaak                     | 1                              |
| Nil Moliner                     | 1                              |
| Bely Basarte                    | 1                              |
| Pereza                          | 1                              |
| Danza Invisible                 | 1                              |
| Nathy Peluso                    | 1                              |
| Aitana                          | 1                              |
| Lykke Li                        | 1                              |
| Alejandro Sanz                  | 2                              |
| Alicia Keys                     | 1                              |
| Backstreet Boys                 | 1                              |
| Pablo Alborán                   | 1                              |
| Beyoncé                         | 2                              |
| Lou Reed                        | 1                              |
| The Buggles                     | 1                              |
| Frank Sinatra                   | 1                              |
| Stevie Wonder                   | 2                              |
| The Righteous Brothers          | 1                              |
| Little Eva                      | 1                              |
| Luis Miguel                     | 1                              |
| La Cabra Mecánica               | 1                              |
| María Jiménez                   | 1                              |
| Ginebras                        | 1 (versión)                    |
| Lola Índigo                     | 1                              |
| Shakira                         | 2                              |
| LSD                             | 1                              |
| Muerdo                          | 1                              |
| Juanito Makandé                 | 1                              |
| Astola                          | 1                              |
| Julieta Venegas                 | 1                              |
| Dua Lipa                        | 1                              |
| Rick Astley                     | 1                              |
| Claudio Baglioni                | 1                              |
| Karol G                         | 1                              |
| Nicki Minaj                     | 1                              |
| Christina Perri                 | 1                              |
| Olé Olé                         | 1                              |
| Allen Stone                     | 1                              |
| Cyndi Lauper                    | 1                              |
| Thalía                          | 1                              |
| No Doubt                        | 1                              |
| Shania Twain                    | 1                              |
| Billie Eilish                   | 1                              |
| Outkast                         | 1                              |
| Måns Zelmerlöw                  | 1                              |
| Lewis Capaldi                   | 1                              |
| Elvis Presley                   | 1                              |
| Tones and I                     | 1                              |
| Yuri                            | 1                              |
| Zahara                          | 1                              |
| Seguridad Social                | 1                              |
| Ana Torroja                     | 1                              |
| Austin Mahone                   | 1                              |
| Pitbull                         | 1                              |
| Zayn Malik                      | 1                              |
| Celia Cruz                      | 2                              |
| Johnny Pacheco                  | 1                              |
| No Te Va Gustar                 | 1                              |
| La Quinta Estación              | 1                              |
| Rihanna                         | 1                              |
| Morgan                          | 1                              |
| Rag'n'Bone Man                  | 1                              |
| Alphaville                      | 1                              |
| The Clash                       | 1                              |
| C. Tangana                      | 1                              |
| Camarón de la Isla              | 1                              |
| Metallica                       | 1                              |
| Gala                            | 1                              |
| ABBA                            | 1                              |
| Christina Aguilera              | 3                              |
| María José Llergo               | 1                              |
| Extremoduro                     | 1                              |
| Sofía Reyes                     | 1                              |
| Anitta                          | 1                              |
| Rita Ora                        | 1                              |
| Miki Núñez                      | 1                              |
| Bruce Channel                   | 1                              |
| Alejandro Fernández             | 1                              |
| Los Ronaldos                    | 1                              |
| Academia Operacion Triunfo 2020 | 1                              |
| Birdy                           | 1                              |
| Panic! at the Disco             | 1                              |
| Rafa Romera                     | 1                              |
| A Great Big World               | 1                              |

(*) No se toman en cuenta canciones cantadas dos veces. Si la canción original es en inglés, pero se cantó una versión en español u otra versión, se toma como propia del cantante original. En caso de ser colaboraciones entre dos o más artistas, se le cuenta a cada artista una canción. No se cuentan las canciones originales de los participantes. No se cuentan las canciones de los pases de micros de QuedOTenCasa.

## Conciertos
Debido a la pandemia por coronavirus, únicamente se realizaron cuatro conciertos en el recinto Wizink Center de Madrid, el cual reunía las medidas óptimas de seguridad para celebrar los espectáculos. Estos conciertos contaron con público presencial y público virtual.
| N.º | Lugar                  | Día     | Fecha               | Hora  | Público presencial       | Público virtual  |
| 1   | Wizink Center (Madrid) | Sábado  | 25 de julio de 2020 | 17:00 | 1400 personas            | 25 000 pantallas |
| 2   | Wizink Center (Madrid) | Sábado  | 25 de julio de 2020 | 21:00 | 2000 personas (completo) | 25 000 pantallas |
| 3   | Wizink Center (Madrid) | Domingo | 26 de julio de 2020 | 17:00 | 750 personas             | 25 000 pantallas |
| 4   | Wizink Center (Madrid) | Domingo | 26 de julio de 2020 | 21:00 | 2000 personas (completo) | 25 000 pantallas |

## Firmas de discos
Los concursantes recorrieron parte de la geografía española firmando los distintos álbumes recopilatorios de la edición. Las fechas fueron las siguientes:
| Fecha                 | Ciudad    | Cantantes                       | Público       |
| 29 de febrero de 2020 | Madrid    | Jesús, Nía, Eva y Bruno         | 1500 personas |
| 29 de febrero de 2020 | Barcelona | Anaju, Gèrard, Hugo y Rafa      | 5000 personas |
| 29 de febrero de 2020 | Valencia  | Samantha, Flavio y Maialen      | 2500 personas |
| 29 de febrero de 2020 | Sevilla   | Ariadna, Eli, Nick, Javy y Anne | 1000 personas |

## Audiencias
| Fecha                 | Día       | Gala       | Estructura de la Gala                                                        | Espectadores | Cuota de audiencia |
| --------------------- | --------- | ---------- | ---------------------------------------------------------------------------- | ------------ | ------------------ |
| 12 de enero de 2020   | Domingo   | Gala 0     | Presentación / Entrada de los 16 concursantes / Expulsión de Adri y Valery   | 1 824 000    | 13,0 %             |
| 19 de enero de 2020   | Domingo   | Gala 1     | Nominación de Nick y Ariadna                                                 | 1 866 000    | 12,6 %             |
| 26 de enero de 2020   | Domingo   | Gala 2     | Expulsión de Ariadna / Nominación de Eli y Rafa                              | 1 866 000    | 12,6 %             |
| 2 de febrero de 2020  | Domingo   | Gala 3     | Expulsión de Eli / Nominación de Maialen y Nick                              | 1 736 000    | 12,3 %             |
| 9 de febrero de 2020  | Domingo   | Gala 4     | Expulsión de Nick / Nominación de Anaju y Javy                               | 1 553 000    | 10,6 %             |
| 16 de febrero de 2020 | Domingo   | Gala 5     | Expulsión de Javy / Nominación de Anne, Bruno y Flavio                       | 1 635 000    | 12,2 %             |
| 23 de febrero de 2020 | Domingo   | Gala 6     | Expulsión de Anne / Nominación de Bruno, Hugo y Rafa                         | 1 430 000    | 10,7 %             |
| 1 de marzo de 2020    | Domingo   | Gala 7     | Expulsión de Rafa / Nominación de Jesús y Gérard                             | 1 373 000    | 11,1 %             |
| 8 de marzo de 2020    | Domingo   | Gala 8     | Expulsión de Jesús / Nominación de Hugo y Gérard                             | 1 479 000    | 10,9 %             |
| 15 de marzo de 2020   | Domingo   | Gala 9     | Gala #OTYoMeQuedoEnCasa                                                      | 1 863 000    | 12,7 %             |
| 20 de mayo de 2020    | Miércoles | Gala 10    | Expulsión de Gérard / Nominación de Bruno y Flavio                           | 1 466 000    | 11,1 %             |
| 27 de mayo de 2020    | Miércoles | Gala 11    | Expulsión de Bruno / Elección de Eva, Hugo y Nía como finalistas             | 1 631 000    | 13,0 %             |
| 3 de junio de 2020    | Miércoles | Gala 12    | Expulsión de Samantha y Maialen / Elección de Anaju y Flavio como finalistas | 1 571 000    | 12,6 %             |
| 10 de junio de 2020   | Miércoles | Gala Final | Victoria de Nía / 2.º Flavio / 3.ª Eva / 4.ª Anaju / 5.º Hugo                | 1 812 000    | 16,1 %             |
| MEDIA                 |           |            |                                                                              | 1 650 000    | 12,25 %            |

     Líder de la noche
     Récord de temporada
     Media de audiencia del programa: